# 노마 탈매지
노마 탈매지(Norma Talmadge, 1894년 5월 2일 ~ 1957년 12월 24일)는 미국의 배우, 영화 제작자이다. 1920년대 초, 최전성기를 누린 무성 영화 시대 스타이다. 대표작은 《스마일링 쓰루》(Smilin’Through), 《시크릿스》(Secrets), 《더 레이디》(The Lady)이다. 하지만 유성 영화 시대 도래 이후에는 부진을 면치 못 하면서 사실상 배우 생활을 마감하게 되었다.
백만장자 영화 제작자 조셉 M. 셴크와 결혼해, 남편과 프로덕션 회사를 설립한 후 영화제작자로도 활동했다.